# Fiat Mobi
Der Fiat Mobi ist ein Kleinstwagen, den Fiat seit 2016 als Nachfolger des Fiat Mille im Werk Betim in Brasilien produziert. Ursprünglich sollte ein entsprechend reduziert ausgestattetes Modell des Fiat Palio den Wegfall des mittlerweile auch für die Schwellenländer technisch veralteten und in den Verkaufszahlen zurückgehenden Mille, auf Basis des Fiat Uno, kompensieren. Schon zum Produktionsende des Mille zeigte sich jedoch, dass dies in Hinblick auf die kommenden Modelle VW up! oder Renault Kwid und weiterer Konkurrenzmodelle nicht ausreichen würde, um Fiats Marktanteil im Segment zu halten. Daher startete man noch vor Produktionsende des Mille eine Neuentwicklung mit dem Auftrag günstiger Kaufpreis mit moderner Technik und Optik, angesiedelt in der Modellpalette unterhalb des Fiat Novo Uno, während das Palio-Fire-Basismodell weiterhin die Einstiegsversion in die Fiat-Modellpalette bleibt. Am 13. April 2016 präsentierte Fiat den Mobi erstmals offiziell, nachdem bereits diverse Fotos und Informationen im Internet und Autozeitungen aufgetaucht waren. Eine Überarbeitung erfuhr das Modell im Oktober 2020.

## Technik, Ausstattung
Der Mobi ist nur als fünftürige Kombilimousine erhältlich. Einzig erhältlicher Motor zum Marktstart war ein 999-cm³-Fire-Flex-Ottomotor mit 53 kW (73 PS) bei 6250/min und einem Drehmoment von 95 Nm (55 kW und 99 Nm bei reinem Ethanol-Kraftstoff-Betrieb bei 3850/min). Dieser Motor macht den Mobi zu einem Flexible Fuel Vehicle, wodurch der Motor wahlweise mit Benzin oder Ethanol-Kraftstoff in beliebiger Zusammensetzung betrieben werden kann. Später folgte der Einbau eines moderneren Dreizylinder-Ottomotors.
Die Plattform des Mobi ist die des Novo Uno mit dem 1,0-Liter-Ottomotor und Fünfgang-Schaltgetriebe. Auch Teile der Innenausstattung sind gleich. Mit einem Verkaufspreis von 31.900 R$, etwa 8000 €, bis 43.800 Real (ca. 11.000 €) ist er jedoch günstiger.
Sechs Ausstattungsversionen werden angeboten:
- Easy Front-Airbags, Antiblockiersystem, Notbremsassistent, Rücksitz 2/3 teil- und umlegbar, Stoßfänger in Karosseriefarbe, 13-Zoll-Räder mit Abdeckungen, automatisch abblendender Innenspiegel, Beifahrersonnenblende mit Spiegel, elektrische Fensterheber vorn, Zentralverriegelung,  Intervallschaltung für die Scheibenwischer und beheizbare Heckscheibe.
- Easy On zusätzlich Klimaanlage, Servolenkung, höhenverstellbares Lenkrad, Leichtmetallfelgen 14 Zoll.
- Like zusätzlich vier elektrische Fensterheber, Prädisposition  Radio, Bordcomputer, Keyless Go, Mittelkonsole mit Getränkehalter für die Fondpassagiere, Griffe und Außenspiegel in Wagenfarbe, schwarz glänzender Kühlergrill, über Sprachbefehl automatisch öffnende Tankklappe. Optional Fiat Live On Navigation mit Alarmfunktion und Schaltwippen am Lenkrad.
- Like On zusätzlich Nebelscheinwerfer, Fahrersitz mit Höhenverstellung, elektrisch verstellbare Außenspiegel mit integrierten Blinkern, Parksensoren, zweifarbige Sitze mit weißen Nähten, Fiat Live On-Navigation mit Alarmfunktion und Schaltwippen am Lenkrad.
- Way SUV-Variante mit allen bisher genannten Ausstattungsmerkmalen, beplankten Stoßfängern und Radläufen sowie Dachreling. Als Option sind 2 unterschiedliche Soundsysteme wählbar.
- Way One Dies ist die umfassendste Version des Fiat Mobi, die alle Ausstattungsoptionen umfasst.

## Technische Daten
|                            | 1.0 Firefly                                        | 1.0 Firefly                                        | 1.0 FIRE                                           | 1.0 FIRE                                           |
| Bauzeitraum                | 2016–2020                                          | seit 2025                                          | 2016–2022                                          | 2022–2025                                          |
| Motorkenndaten             |                                                    |                                                    |                                                    |                                                    |
| Motortyp                   | R3-Ottomotor                                       | R3-Ottomotor                                       | R4-Ottomotor                                       | R4-Ottomotor                                       |
| Hubraum                    | 999 cm³                                            | 999 cm³                                            | 999 cm³                                            | 999 cm³                                            |
| max. Leistung bei min−1    | 53 kW (72 PS) / 6250 Ethanol: 57 kW (77 PS) / 6250 | 52 kW (71 PS) / 6000 Ethanol: 55 kW (75 PS) / 6000 | 54 kW (73 PS) / 6250 Ethanol: 55 kW (75 PS) / 6250 | 52 kW (71 PS) / 6250 Ethanol: 54 kW (74 PS) / 6250 |
| max. Drehmoment bei min−1  | 102 Nm / 3250 Ethanol: 107 Nm / 3250               | 98 Nm / 3250 Ethanol: 105 Nm / 3250                | 93 Nm / 3850 Ethanol: 97 Nm / 3850                 | 91 Nm / 3250 Ethanol: 95 Nm / 3250                 |
| Kraftübertragung           |                                                    |                                                    |                                                    |                                                    |
| Antrieb, serienmäßig       | Vorderradantrieb                                   | Vorderradantrieb                                   | Vorderradantrieb                                   | Vorderradantrieb                                   |
| Getriebe, serienmäßig      | 5-Gang-Schaltgetriebe                              | 5-Gang-Schaltgetriebe                              | 5-Gang-Schaltgetriebe                              | 5-Gang-Schaltgetriebe                              |
| Messwerte                  |                                                    |                                                    |                                                    |                                                    |
| Höchstgeschwindigkeit      | 161 km/h Ethanol: 164 km/h                         | 161 km/h Ethanol: 164 km/h                         | 153 km/h Ethanol: 154 km/h                         | 151 km/h Ethanol: 152 km/h                         |
| Beschleunigung, 0–100 km/h | 12,8 s Ethanol: 12,0 s                             | 14,7 s Ethanol: 13,8 s                             | 14,3 s Ethanol: 13,2 s                             | 14,4–15,8 s Ethanol: 14,0–14,9 s                   |